# Donald McKay
Donald McKay,född 4 september 1810 i Sherburne County,  Nova Scotia, Kanada, död 20 september 1880, i Hamilton, Massachusetts var en konstruktör och skeppsbyggare känd för sina snabba klipperskepp.

## Biografi

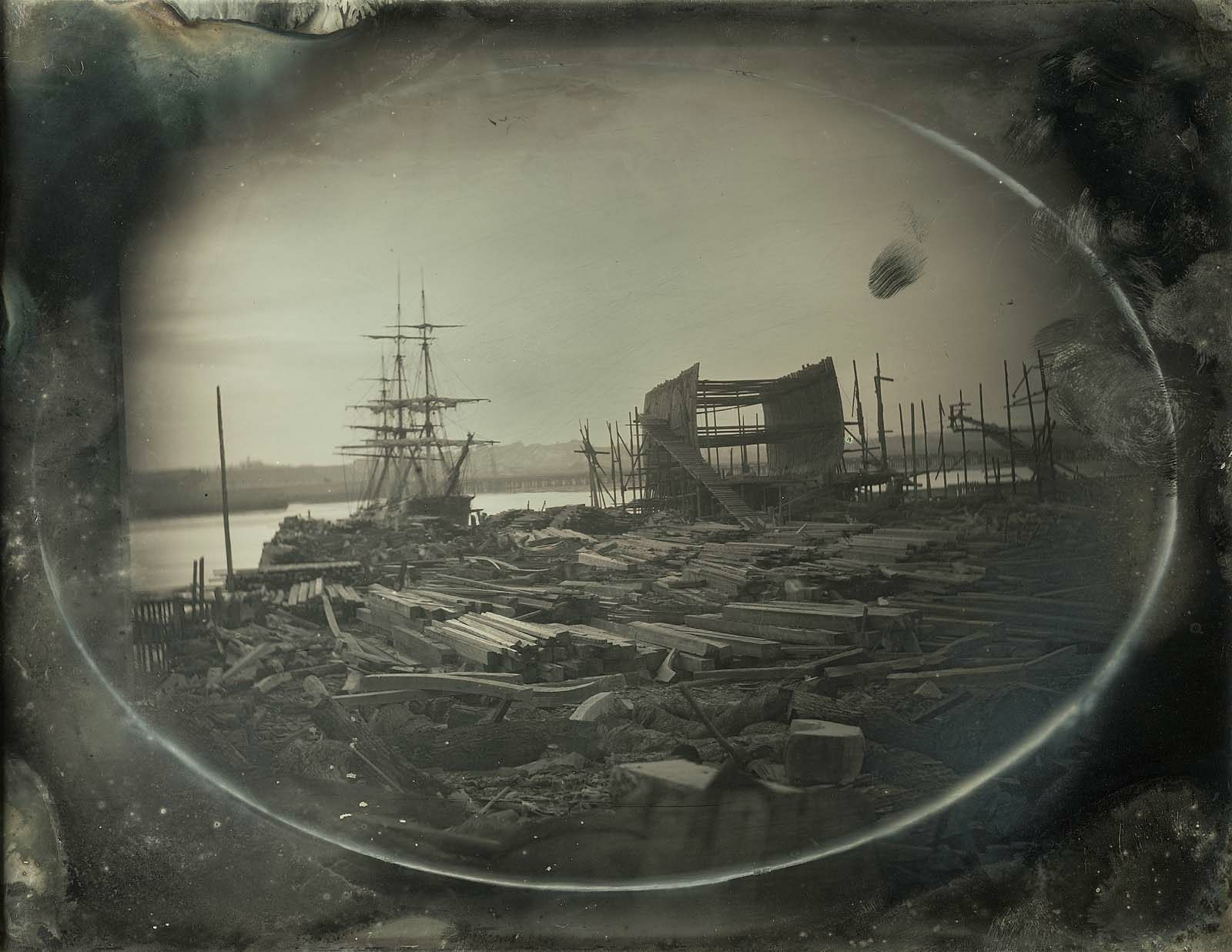
McKays varv I East Boston, cirka 1855.

Donald McKay var äldste son till fiskaren Hugh McKay och Ann McPherson. Han flyttade till New York 1826 och lärde sig skeppsbyggaryrket som lärling i fyra år hos Isaac Webb som startat ett varv på Lower East Side. 1839 fick han uppdrag att bygga färdigt ett fartyg i Wiscasset, Maine. Därefter blev han delägare iett varv i Newburyport där byggde sju paketbåtar. Fartygen blev kända för sin snabbhet och Enoch Train, skeppsredare i Boston övertalade honom att konstruera och bygga fartyg för atlanttrafiken. McKay anlade ett varv i East Boston och började bygga extrema klipperskepp fram till 1870. På grund av dålig hälsa sålde han varvet och flyttade till en gård i Hamilton, Massachusetts och ägnade sig åt lantbruk till sin död 1880.

## Lista på fartyg byggda av Donald Mckay

### Varvet i Newburyport (urval)
- 1842: Courier, tidigt klipperskepp.
- 1843: St. George, paketbåt.
- 1844: John R. Skiddy, paketbåt.
- 1844: Joshua Bates, paketbåt.

### Varvet i East Boston (urval)
- 1845: Washington Irving
- 1846: New World
- 1848: Ocean Monarch, förlist efter brand utanför Wales.
- 1848: Jenny Lind
- 1849: Reindeer
- 1850: Moses Wheeler
- 1850: Stag Hound, extremt klipperskepp, det största handelsfartyget under 1850-talet.[3]
- 1851: Flying Cloud, världsrekord på sträckan New York–San Francisco
- 1851: North America
- 1851: Flying Fish
- 1852: Sovereign of the Seas, snabbaste segelfartyg som någonsin byggts.
- 1852: Westward Ho!
- 1852: Bald Eagle
- 1853: Great Republic, största klipperskepp som någonsin byggts.
- 1853: Romance of the Sea
- 1854: Lightning, Australientraden.
- 1854: Champion of the Seas, Australientraden.
- 1854: James Baines, Australientraden.
- 1854: Commodore Perry
- 1855: Donald McKay, Australientraden.
- 1856: Henry Hill
- 1856: Baltic
- 1858: R.R. Higgins
- 1859: Benj. S. Wright
- 1860: Mary B. Dyer
- 1866: Theodore D. Wagner
- 1867: North Star
- 1868: Sovereign of the Seas
- 1869: Glory of the Seas

## Galleri

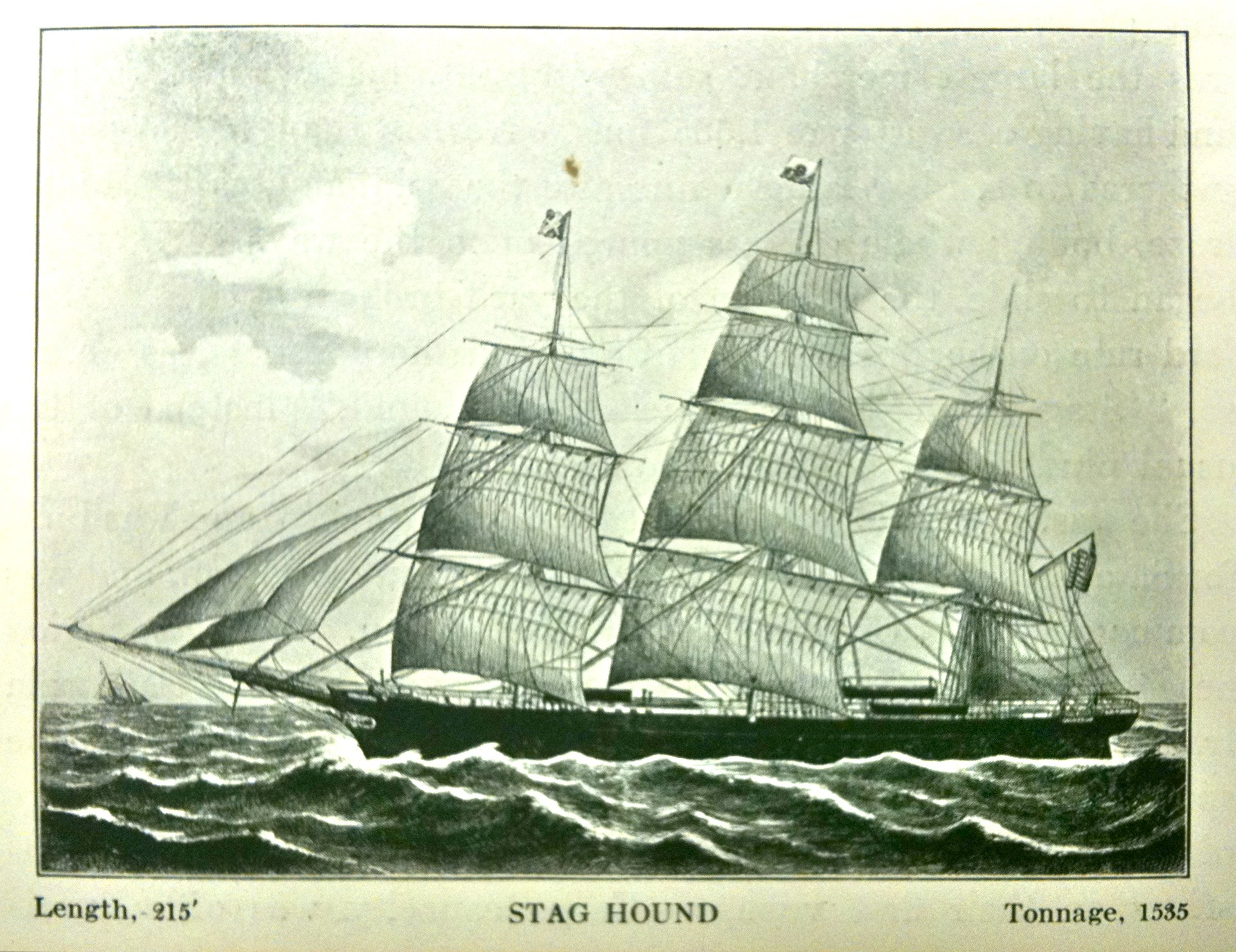
Stag hound, 1850
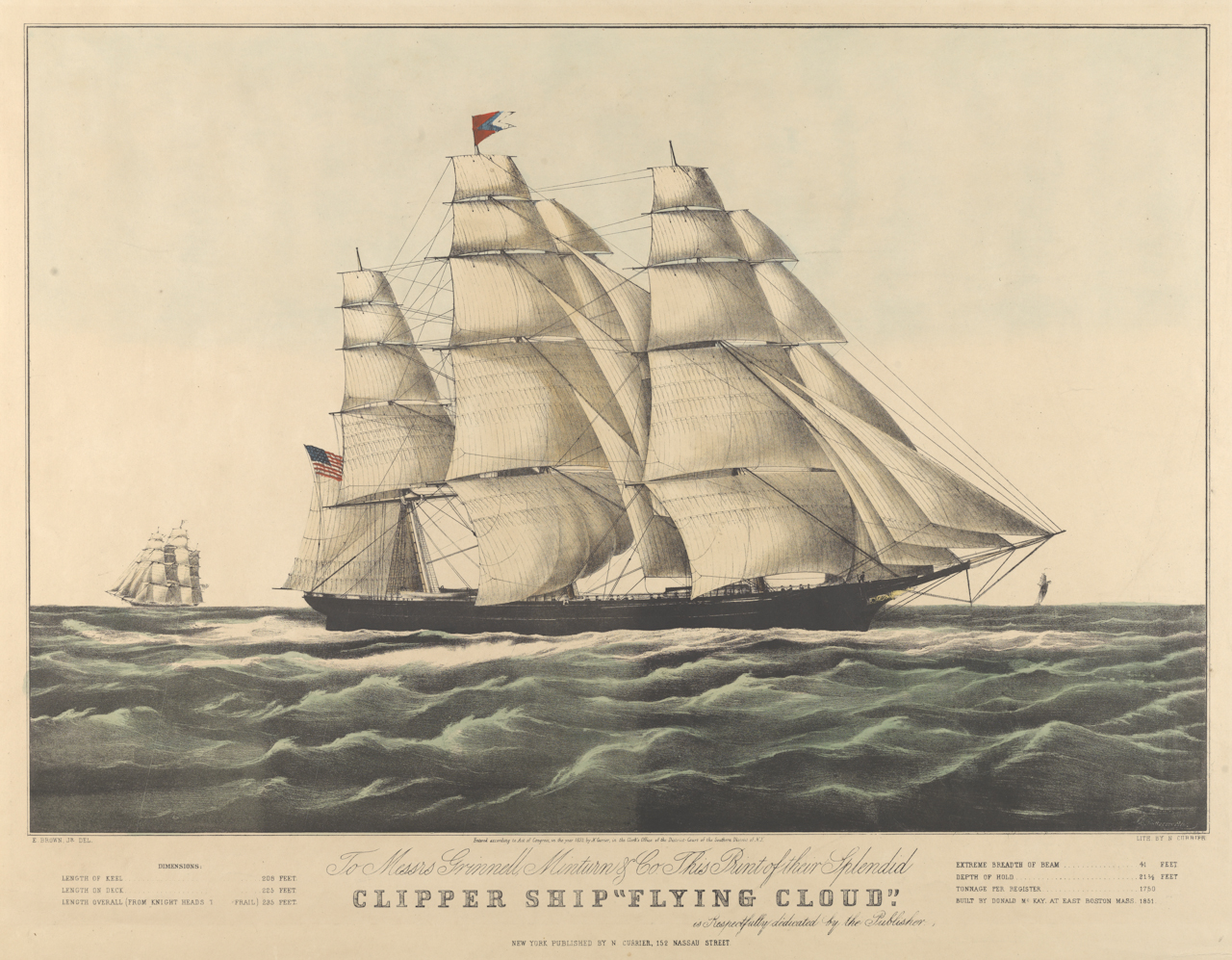
Flying Cloud, 1851
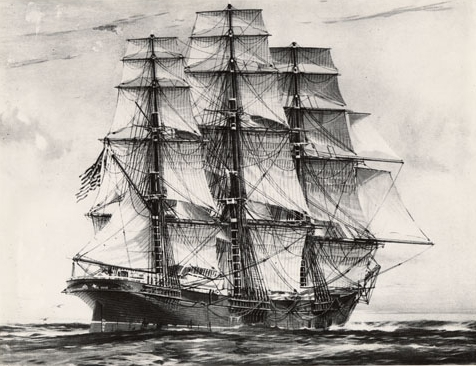
Sovereign of the Seas, 1852
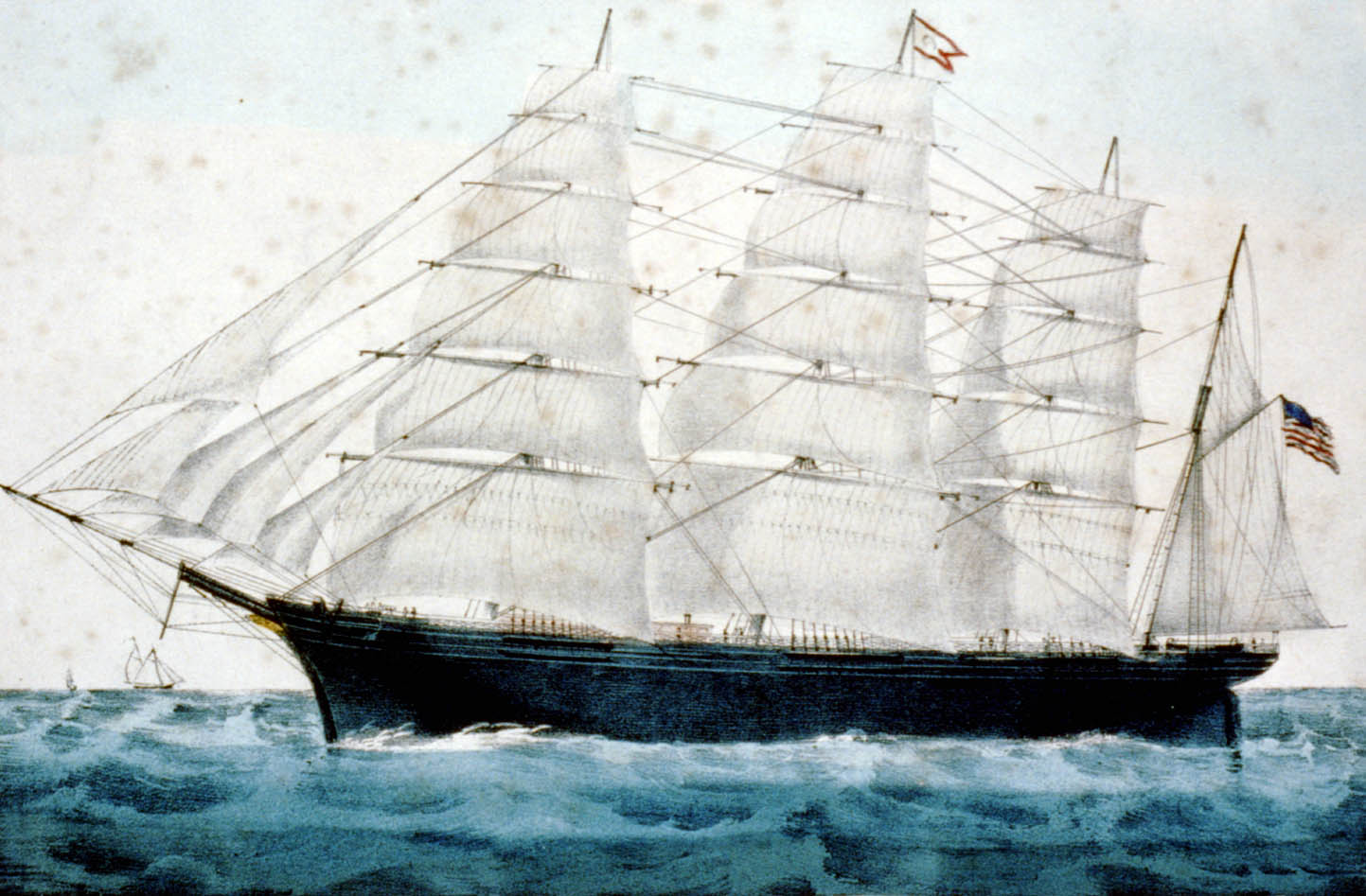
Great Republic,1853